# Sound of White Noise
Sound of White Noise är det amerikanska thrash metal-bandet Anthrax sjätte studioalbum och det första med sångaren John Bush. Albumet producerades av Dave Jerden och gavs ut 25 maj 1993 av bandets nya skivbolag Elektra Records. Detta album är Anthrax största kommersiella framgång med en försäljning på över 1 miljon exemplar och en topplacering som nummer 7 på amerikanska Billboard Top 10-listan.

## Låtlista
1. "Potter's Field" (Frank Bello, Charlie Benante, John Bush, Scott Ian) – 5:00
2. "Only" (Bello, Benante, Bush, Ian) – 4:56
3. "Room for One More" (Bello, Benante, Bush, Ian) – 4:54
4. "Packaged Rebellion" (Bello, Benante, Bush, Ian) – 6:18
5. "Hy Pro Glo" (Bello, Benante, Bush, Ian) – 4:30
6. "Invisible" (Bello, Benante, Bush, Ian) – 6:09
7. "1000 Points of Hate" (Bello, Benante, Bush, Ian) – 5:00
8. "Black Lodge" (Angelo Badalamenti, Bello, Benante, Bush, Ian) – 5:24
9. "C11H17N2O2S Na" (Bello, Benante, Bush, Ian) – 4:24
10. "Burst" (Bello, Benante, Bush, Ian) – 3:35
11. "This Is Not an Exit" (Bello, Benante, Bush, Ian) – 6:49

## Banduppsättning
- Scott Ian – rytmgitarr, 6-strängad basgitarr, sång
- Charlie Benante – trummor
- Dan Spitz – gitarr
- Frank Bello – basgitarr, sång
- John Bush – sång